# مايك ريتشاردسون (لاعب كرة قدم أمريكية أمريكي)
مايك ريتشاردسون (بالإنجليزية: Mike Richardson)‏ هو لاعب كرة قدم أمريكية أمريكي، ولد في 18 فبراير 1984 في سمتر في الولايات المتحدة.

## وصلات خارجية
- مايك ريتشاردسون (لاعب كرة قدم أمريكية أمريكي) على موقع مرجع كرة القدم المحترفة.كوم (الإنجليزية)